# Pausa-Mühltroff
Pausa-Mühltroff é um município da Alemanha, situado no distrito de Vogtlandkreis, no estado da Saxônia. Tem 64,13 km² de área, e sua população em 2019 foi estimada em 4.919 habitantes.